# Józef Nyka
Józef Nyka (ur. 5 grudnia 1924 w Łysininie, zm. 4 września 2021 w Warszawie) – polski alpinista, taternik, popularyzator alpinizmu i turystyki górskiej, autor przewodników turystycznych.
Miał na koncie szereg najwyższej klasy przejść dróg i pierwszych przejść w Tatrach oraz w Dolomitach. Członek honorowy prestiżowych międzynarodowych organizacji alpinistycznych i górskich, między innymi Polskiego Związku Alpinizmu.

## Życiorys
Był wieloletnim redaktorem naczelnym „Taternika”, biuletynu informacyjnego PZA (1963–1993). Wraz z córką Moniką Nyczanką prowadził wydawnictwo turystyczne „Trawers” oraz redagował prywatne pisma, częściowo dostępne w internecie: „Głos Seniora” oraz „Gazetę Górską”. Opublikował też wielką liczbę artykułów w innych czasopismach polskich i zagranicznych. Współpracował z czasopismem „Wierchy” i z „Taternikiem”. Był autorem wielokrotnie wznawianych przewodników po Tatrach polskich i słowackich, Pieninach i Gorcach.
Mieszkając na początku lat 40. XX w. na Podhalu, w latach 1944–1945 był partyzantem IV batalionu 1 Pułku Strzelców Podhalańskich Armii Krajowej w Gorcach i na Podhalu. Działał pod pseudonimem „Szpis”.
Na przełomie lat 50. i 60. w Tatrach poprowadził kilkanaście dróg. Jego największe sukcesy taternickie to m.in.:
- lewy filar wschodniej ściany Rysów z Adamem Szurkiem (1960),
- wschodnia ściana Młynarczyka z Jerzym Rudnickim i Adamem Szurkiem (1960),
- północno-wschodnia ściana Małego Młynarza z Jerzym Czerczukiem, Maciejem Gryczyńskim i Adamem Szurkiem (1960),
- direttissima wschodniej ściany Mniszka z Maciejem Popką (1962),
- pierwsze przejście zimowe północnej ściany Świstowej Czuby,
- pierwsze przejście zimowe drogi Sokołowskiego na Mięguszowiecki Szczyt.

W Dolomitach przeszedł wiele trudnych dróg, m.in. na Marmoladzie, Torre di Valgrande, Monte Civetta, Cima Grande di Lavaredo i Cima Ovest di Lavaredo, Monte Schiara. Przejść tych dokonał w zespołach z Zygmuntem Andrzejem Heinrichem, Adamem Szurkiem, Tadeuszem Łaukajtysem i innymi.
W latach 1960–1980 należał do zarządów Klubu Wysokogórskiego i jego następcy, Polskiego Związku Alpinizmu. Był członkiem honorowym PZA, Real Sociedad Española de Alpinismo oraz The Himalayan Club.
Pochowany został 22 września 2021 r. na Cmentarzu Wojskowym na Powązkach w Warszawie.
Jego córka Monika Nyczanka jest również autorką przewodników turystycznych i współredaktorką oraz autorką aktualizacji wielu nowszych wydań przewodników ojca.

## Publikacje

### Pozycje wydane i wznawiane współcześnie
- Nad Morskim Okiem, wydanie I: 1998. Latchorzew: Trawers, ISBN 83-901580-7-8.
- Pieniny, wydanie XI: 2010. Latchorzew: Trawers, ISBN 978-83-60078-06-8.
- Tatry Polskie, wydanie XVIII: 2013. Latchorzew: Trawers, ISBN 978-83-60078-07-5.
- Tatry Słowackie, wydanie VIII: 2013. Latchorzew: Trawers, ISBN 978-83-60078-05-1.

### Pozycje, które nie są już wznawiane
- Dolina Roztoki i Pięciu Stawów Polskich. Warszawa: Sport i Turystyka, 1954. 133 strony.
- Dolina Rybiego Potoku (Morskiego Oka). Monografia krajoznawcza. Warszawa: Sport i Turystyka, 1956. 203 strony.
- Gorce, Warszawa: Sport i Turystyka, 1959, s. 264 (wydanie III, ostatnie: 1974).
- Alpinizm, Warszawa: Krajowa Agencja Wydawnicza RSW Prasa-Książka-Ruch, 1976. 182 stron.
- Szczawnica-Krościenko i okolice: przewodnik, Warszawa: Sport i Turystyka, 1965. 118 stron. (wydanie III, ostatnie: 1979, 139 stron)
- Spływ Przełomem Pienińskim: przewodnik turystyczny, Warszawa, Kraków: Wyd. PTTK „Kraj”. 1984. ISBN 83-7005-062-X (wyd. II: 1987, ISBN 83-7005-134-0)
- Himalaya & Karakoram. Selected Polish Climbs 1939–1989. Wyd. PZA, Warszawa 1989, 32 strony.
- Tatry Polskie i Słowackie: przewodnik turystyczny, wyd. II: 1994, Warszawa: Trawers. Zastąpione później osobnymi pozycjami dla Tatr polskich i słowackich. ISBN 83-901580-0-0.

### Redakcja
- Burza nad Alpami (Iskry 1958; seria: „Naokoło świata”).
- Ostatni atak na Kunyang Chhish. Redakcja: Józef Nyka, Andrzej Paczkowski, Andrzej Zawada, Warszawa: Sport i Turystyka, 1973. 253 stron (zawiera relacje uczestników polskiej wyprawy w Karakorum w 1971 r.)

### Broszury zBiblioteczki historycznej „Głosu Seniora”
- Czesław Bajer – Józef Nyka: Janusz Chmielowski, 1998 (zeszyt 1).
- Czesław Bajer: Koło Taterników Łodzian, 1999 (zeszyt 3).
- Ryszard W. Schramm: Moje góry – moje wyprawy, 1999 (zeszyt 4).
- Monika Nyczanka: Uczestnicy polskich wypraw w Hindukusz 1960–1983, 2000 (zeszyt 5).
- Strzały na Żabim Niżnim, 2001 (zeszyt 7).
- Józef Nyka: Jerzy Kolankowski, 2001 (zeszyt 8).
- Józef Nyka: Wanda Rutkiewicz – to już dziesięć lat, 2002 (zeszyt 9).
- Zdobycie Ostrego Szczytu: Karol Englisch, 2002 (zeszyt 10).
- Tatry: 100 zapomnianych nazw, 2002 (zeszyt 11).
- Wanda Rutkiewicz: Mój Everest, 2003 (zeszyt 12).
- Zdzisław Dziędzielewicz-Kirkin: Okólniki Zarządu KW 1946–1951, 2004 (zeszyt 13).
- Zdzisław Dziędzielewicz-Kirkin: Komisja Taternictwa ZG PTTK – Regulamin, Plan pracy, 2004 (zeszyt 14).
- Janusz Chmielowski: Na Gierlach w styczniu (Przed 100 laty), 2004 (zeszyt 15).
- Jerzy Wesołowski: Tadeusz Jacobi i ćwierć wieku PKG, 2005 (zeszyt 16).
- Józef Nyka: Spod bomb w ciszę gór (Kinderlandverschickung 1940–1945), 2005 (zeszyt 17).
- Alfred Martin: Zimowe drogi w Tatrach 1906, 2005 (zeszyt 18).
- Wiesław Stanisławski: Pisma zapomniane. Publicystyka, nowele, 2005 (zeszyt 19).
- Wiesław Stanisławski: Pisma zapomniane. Relacje, omówienia sezonów, 2005 (zeszyt 20).

#### Po zmianie nazwy naGórska Biblioteczka Historyczna
- Wincenty Birkenmajer: Trzy miesiące biwaku w Tatrach, 2006 (zeszyt 21).
- Józef Nyka: A potem zapadła cisza. Żydzi w obozach pracy pod Tatrami, 2007 (zeszyt 22).
- Edmund V. Téry: Zdobycie Pośredniej Grani, 2007 (zeszyt 23).
- Józef Nyka: „Taternik” pół wieku temu 1947–1960, 2007 (zeszyt 24).
- Felicja Panak: Irena Pawlewska-Szydłowska 1892–1982, 2008 (zeszyt 25).
- Józef Nyka: Hitlerowski przemysł zbrojeniowy pod Tatrami, 2009 (zeszyt 27).
- Józef Nyka: Bolesław Chwaściński w stulecie urodzin, 2009 (zeszyt 28).
- Alfred Martin: Nowe drogi w Tatrach 1908, 2009 (zeszyt 29).
- Józef Nyka: Lata wojny pod Tatrami. Kręte ścieżki pamięci, 2010 (zeszyt 30).
- Józef Nyka: Arno Puškáš 1925–2001. Mieliśmy przyjaciela, 2011 (zeszyt 31).
- Walenty Nyka: Mój koniec wojny – Czarny Dunajec 1944–1945, 2012 (zeszyt 32).
- Józef Nyka: Spod bomb w ciszę gór (Kinderlandverschickung 1940–1945), II wydanie, 2012 (zeszyt 33).
- Józef Nyka: A potem zapadła cisza. Niemieckie obozy pracy dla Żydów pod Tatrami, II wydanie, 2012 (zeszyt 34).
- Józef Nyka: Zdzisław Dziędzielewicz-Kirkin, 2012 (zeszyt 35).
- Irena Pawlewska-Szydłowska: Lu, Helcia, Głuskula. Helena Dłuska 1892–1921, 2013 (zeszyt 36).
- Zdzisław Dziędzielewicz-Kirkin: Echa okupacyjnych lat, 2013 (zeszyt 37).
- Józef Nyka: Wypadki w górach najwyższych 1986, 2014 (zeszyt 38).
- Georg Buchholtz: Sławkowski Szczyt 350 lat temu, 2014 (zeszyt 39).
- Józef Nyka: 70 lat temu: Z Pazurem pod Tylką, 2014 (zeszyt 40).
- Józef Nyka: 70 lat temu: Bitwa ochotnicka, 2014 (zeszyt 41).
- Ľudo Smatana, Julius Hefty: W limbowym gaju pod Osterwą, 2017 (zeszyt 45).
- Monika Nyczanka: O twórcach Symbolicznego Cmentarza pod Osterwą, 2017 (zeszyt 46).
- Christian Genersich: Nad Morskim Okiem, w Białej Wodzie, 2017 (zeszyt 47).
- Józef Nyka: Organizacje wysokogórskie w Warszawie 1927–1977, 2017 (zeszyt 48).
- Józef Nyka: Batalion Lamparta – trzy przyczynki, 2017 (zeszyt 49).
- Józef Nyka: Siodło znaczy siodło, 2018 (zeszyt 55).
- Jerzy Wesołowski – Wojciech Wróż – Zygmunt Heinrich: Kangchendzönga lat temu czterdzieści, 2018 (zeszyt 56).
- Józef Nyka: Jerzy Surdel (1935–2018), 2018 (zeszyt 58).
- Józef Nyka: Bierz i Bogu dziękuj. Spiski poszukiwaczy skarbów, 2019 (zeszyt 60).
- Józef Nyka: Tatry – nazwy samosiejki, 2019 (zeszyt 62).

### Inne
- Taternicy Ojczyźnie 1939–1945, publikacja 11. Explorers Festival Łódź 2009.

## Odznaczenia
- Krzyż Oficerski Orderu Odrodzenia Polski (2015)[5][6].
- Krzyż Kawalerski Orderu Odrodzenia Polski (2003)[7].